# Хрон (бог времена)
Хрон или Крон, или Хронос или Кронос (грч. Χρόνος [], лат. Chronus), примордијални је бог времена. Нон наводи да је Хрон прво божанство, а Орфичари његовим родитељима сматрају Хидроса и Геју. Често се мијеша са Титаном Хроном.
Стари Грци су замишљали да је имао змијско тијело са три главе – човјека, бика и лава. Хрон и његова супруга Ананка (потреба) спирално су окружили свјетско јаје и подијелили га да би обликовали свијет са земљом, небом и морем. Хрон и Ананка наставили су да окружују свијет након стварања – то је изазивало покретање небеса и вјечни ток времена.
Орфичари су понегдје мијешали Титана Хрона са својим богом творцем Фаном и поистовјећивали га с Офионом.
Хрон је у грчко-римским мозаицима приказиван као Еон, персонификована вјечност. Он стоји наспрам неба и држи точак на коме су исписани знаци зодијака. Испод њега, Геја (Мајка Земља) је обично лежала. Нон га је описао као мудрог старца са дугом, сивом косом и брадом. Мозаици, међутим, приказују младолику фигуру.
Алкман (7. в. п. н. е.) у својој космогонији говори о Поросу (ономе који планира) и Телкмор (оној која заповиједа), што би се могло односити на Хрона и Ананку. Они су настали одмах након Тесиде (стварања), а истовремено са Скотом (тамом).
Неке ријечи везане за вријеме у европским језицима су настале од ријечи Хрон: хронологија, хронометар, хроника, хронично, анахронизам, хронофобија, хронографија, хроностратиграфија, итд.